# سابرتوث
سابرتوث هو شخصية خيالية في مارفل كومكس من ابتكار كريس كليرمونت وجون بيرن.ظهرت الشخصية لأول مرة في أغسطس 1977.